# Ghulam Sakhi Noorzad
Ghulam Sakhi Noorzad, född 1940 i Kabul, är en afghansk politiker som var borgmästare i Kabul 1973-1978 och 2004-2006.
Noorzad tog 1959 examen i byggnadsteknik från Kabuls universitet och genomgick även ingenjörsutbildning i Moskva. Han tog en doktorsexamen i vägbyggnad 1964. Från 1959 arbetade han vid ministeriet för offentliga arbeten, senare som chef vid dess enheter för underhåll samt väg- och brobyggnad. 1971-1973 var han borgmästare i Mazar-e-Sharif. 1973-1978 var han borgmästare i Kabul. I samband med den sovjetiska invasionen 1978 arresterades han av politiska skäl. Efter att ha släppts lämnade han Afghanistan och flyttade först till Indien och därefter Kanada. Efter att talibanregimen kollapsade återvände han till Afghanistan. Han var åter borgmästare i Kabul 2004-2006. 2006 ersattes han av Rohullah Aman som borgmästare. Noorzad utsågs till presidentrådgivare 2007.